# 2123 Vltava
2123 Vltava este un asteroid din centura principală, descoperit pe 22 septembrie 1973 de Nikolai Cernîh.